# PC Tools (программа)
PC Tools — это набор программных утилит для DOS, разработанных компанией Central Point Software.

## История разработки
Оригинальный пакет PC Tools был впервые разработан как набор утилит для DOS, выпущенный для розничной продажи в 1985 году за 39,95 долларов.
С появлением версии 4.0 название было изменено на PC Tools Deluxe, а основным интерфейсом стала красочная графическая оболочка (ранее оболочка напоминала PC BOSS и была монохромной). К версии 7.0 пакета в 1991 году в него было добавлено несколько программ Windows.
Хотя версия 7.0 хорошо продавалась, ее критиковали в компьютерных торговых изданиях за чрезмерную сложность и изобилие ошибок. Широко распространено мнение, что его поспешили опубликовать, несмотря на возражения многих сотрудников Central Point Software. PC Tools PRO (версия 9) для DOS была последней стабильной версией, выпущенной Central Point Software перед приобретением.
В июне 1994 года Central Point была приобретена их главным конкурентом Symantec. Пакет MORE PC Tools был выпущен подразделением Symantec Central Point в октябре 1994 года и включал дополнительные утилиты: Backtrack, CrashGuard Pro (бывший Central Point Recuperator), DriveCheck, DriveSpeed. После этого линейка продуктов была окончательно прекращена. PC Tools была основным конкурентом Norton Utilities, которую Symantec приобрела в 1990 году.
В настоящее время Symantec использует торговую марку PC Tools, приобретенную у австралийского поставщика средств безопасности в 2008 году, для производства недорогого антивирусного и антишпионского программного обеспечения
Бренд PC Tools был прекращен 4 декабря 2013 года, и теперь веб-сайт отсылает посетителей к продуктам из линейки продуктов Norton компании Symantec

## Включенные утилиты
- PC Shell — файловый менеджер, способный, помимо прочего, отображать содержимое файлов данных, используемых различными популярными пакетами баз данных, текстовых процессоров и электронных таблиц
- PC-Cache — лицензионный дисковый кэш HyperCache из HyperDisk Speed Kit
- PC-Secure — утилита для шифрования файлов
- Central Point Anti-Virus — антивирусная программа.
- Central Point Backup — утилита резервного копирования для архивирования и восстановления данных на диск или ленту и с них. В более ранних версиях эта утилита официально называлась «Резервное копирование ПК». Инновационные функции включают сжатие во время резервного копирования и размещения гибких дисков, а также дополнительное использование платы с центральной точкой для ускорения записи на диск на 33 %.
- DiskFix — утилита для восстановления структур данных файловой системы диска на диске
- DiskEdit — редактор дисков
- Неформат — утилита, которая пытается отменить эффекты высокоуровневого форматирования тома диска.
- Восстановить — утилита, которая пытается восстановить удаленный файл
- Зеркало — инструмент для хранения таблицы распределения файлов, позволяющий восстанавливать диски с форматированием высокого уровня в сочетании с неформатом
- Сжатие — утилита дефрагментации тома диска
- FileFix — утилита для восстановления поврежденных файлов данных, используемых различными популярными пакетами баз данных, текстовых процессоров и электронных таблиц
- Коммутируйте — утилита дистанционного управления
- VDefend — утилита обнаружения компьютерных вирусов, хранящихся в памяти
- SysInfo — утилита системной информации, включающая диагностику с 1993 года. Диагностика была лицензирована с помощью продукта Eurosoft Pc-Check
- Central Point Desktop (CPS) — альтернативная оболочка рабочего стола Windows, поддерживающая вложенные группы значков, файловый менеджер, панель мониторинга ресурсов, виртуальные рабочие столы, меню запуска и многие другие функции

Утилиты Mirror, Undelete и Unformat были лицензированы Central Point для Microsoft для включения в MS-DOS 5.0. Антивирус Central Point и VDefend были лицензированы как Microsoft AntiVirus и VSafe соответственно в MS-DOS с 6.0 по 6.22.

## Список литературы
1. ^ [1], ИНСТРУМЕНТЫ ДЛЯ ПК, НАКОНЕЦ-ТО! Мощные дисковые утилиты от the people who brought you Copy II PC, InfoWorld, 2 сентября 1985 г.
2. ^ [2], Symantec, Vertisoft ship system utilities, InfoWorld, 31 октября 1994 г.
3. ^ Мир ПК, Symantec покупает инструменты для ПК
4. ^ pctools.com
5. ^ Краткий обзор CP Desktop для Windows